# Спіцина Софія Варфоломіївна
Софія Варфоломіївна Спіцина (1918, село Лутовка, тепер Лісозаводського міського округу Приморського краю, Російська Федерація — ?) — радянська киргизька діячка, слюсар Фрунзенського інструментального заводу Киргизької РСР. Депутат Верховної ради СРСР 4-го скликання.

## Життєпис
Народилася в родині робітника. У 1934 році разом із батьками переїхала до міста Фрунзе Киргизької АРСР. У 1935 році закінчила фабрично-заводське училище (ФЗУ) в місті Фрунзе.
Трудову діяльність розпочала у 1935 році робітницею м'ясоконсервного комбінату.
Потім — робітниця, слюсар-наладчик Фрунзенського інструментального заводу Киргизької РСР. Брала активну участь у соціалістичному змаганні, перевиконувала планові норми, обиралася профгрупоргом дільниці Фрунзенського інструментального заводу.
Подальша доля невідома.

## Нагороди
- медаль «За доблесну працю у Великій Вітчизняній війні 1941—1945 рр.»
- медалі
- три Почесні грамоти Президії Верховної ради Киргизької РСР